# I Concentrate on You

I Concentrate on You est une chanson écrite par Cole Porter pour le film musical Broadway qui danse (1940). Elle est devenue un standard de jazz.